# تسوكه-مونو

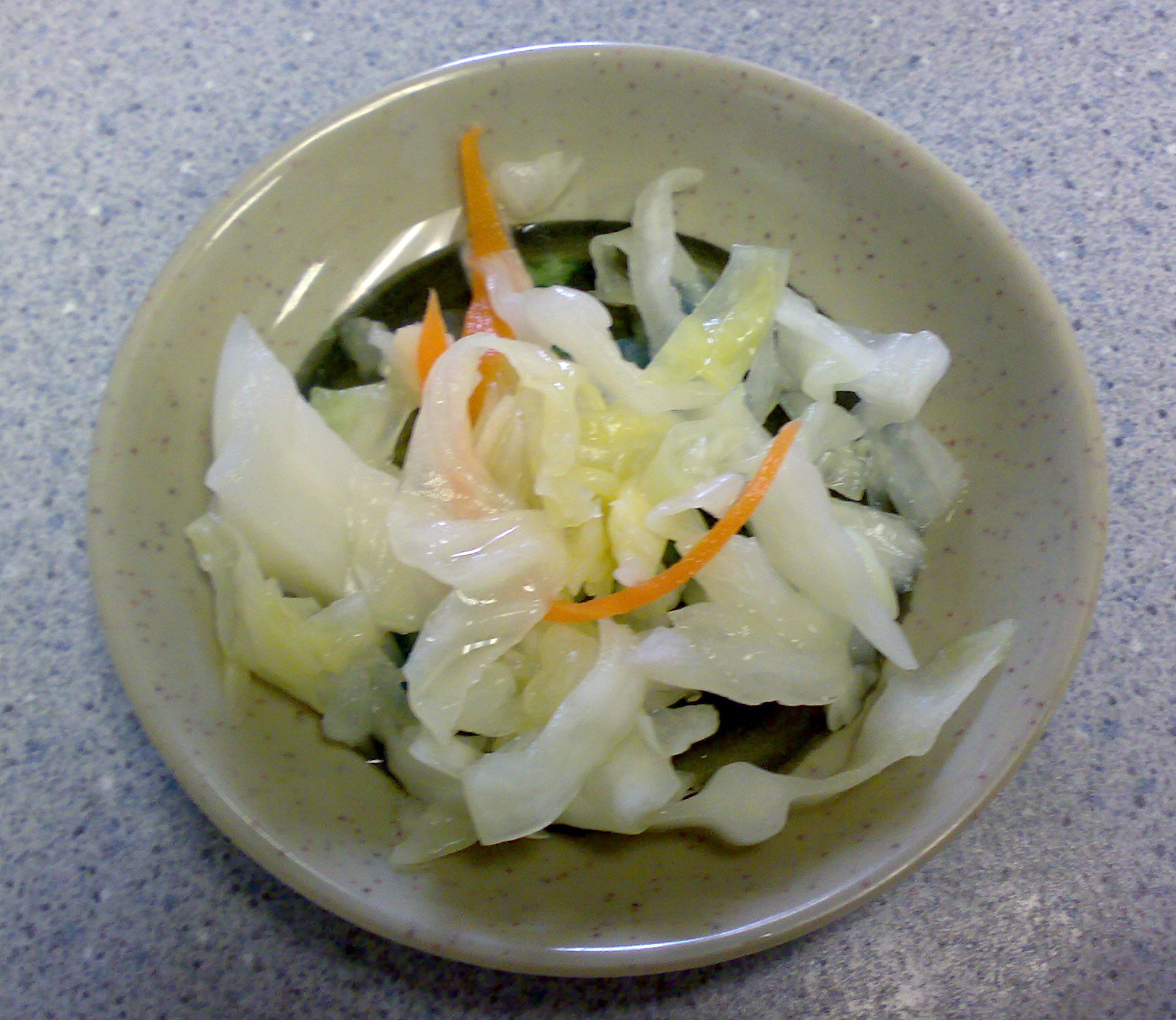
أحد أطباق تسوكه-مونو.

تسوكه-مونو (باليابانية: 漬物) وتعني حرفيا «الأشياء المخللة» وهي تشكيلة من أطباق المخللات في المطبخ الياباني. عادة ما تقدم التسوكه-مونو مع الرز والأطباق الرئيسية (كازو) والمشروب كطبق صغير ثانوي. يتم تخليل معظم الأنواع والتي عادة ما تكون من الخضار باستخدام الملح أو الأجاج.